# 이데올로기 목록
다음은 정치적, 경제적 이데올로기를 보기 쉽게 분류한 문서이다. 여러 이념이 결합된 이념의 경우에는 여러 항목에 같은 이념이 적혀있을 수 있다.

## 고전적, 반동적 이념
- 봉건주의
- 절대주의

## 민주주의
- 직접민주주의
- 간접민주주의
- 자유민주주의
- 사회민주주의
- 인민민주주의

### 법률
- 법치주의
- 입헌주의

## 내셔널리즘
- 국수주의
- 애국주의
- 국제주의
- 군국주의
  - 신제국주의
- 쇼비니즘
- 자유 내셔널리즘
- 국민주의
  - 실지회복주의
  - 분리주의
- 분리주의
- 종족적 민족주의
- 로멘틱 내셔널리즘
- 파시즘
  - 루마니아의 파시즘
  - 이탈리아 파시즘
  - 일본의 파시즘
  - 나치즘
    - 네오나치즘

  - 생태 파시즘
  - 좌파 파시즘
- 패권주의

### 제국주의
- 식민주의
- 제국주의
- 팽창주의

### 지역별
- 보나파르트주의
- 페론주의
- 드골주의
- 처칠주의
- 케말주의
- 바트주의
- 나세르주의
- 시오니즘 (유대인 민족주의)
- 미국의 민족주의
- 아일랜드 공화주의
- 일본의 민족주의
- 중국의 민족주의
- 한국의 민족주의

## 대중주의
- 우익 대중주의
- 좌익 대중주의

## 보수주의
- 보수자유주의
- 보수민족주의
- 보수 혁명
- 고전주의
- 군주주의
- 고보수주의
- 민족 보수주의
- 반동주의
- 수구주의
- 사회 보수주의
- 신보수주의
- 자유 보수주의
- 재정보수주의
- 제3의 대안
- 흑인 보수주의

## 사회주의
이념 분류가 겹치는 이념이 있는 경우도 있다.

### 국가사회주의
- 마르크스-레닌주의 (스탈린주의)
- 차베스주의

### 공산주의
- 마르크스주의
  - 레닌주의
  - 좌파공산주의
  - 룩셈부르크주의
- 아나코 공산주의
- 유럽공산주의
- 평의회 공산주의

### 민주적 사회주의
- 민주사회주의
- 사회민주주의
- 자유사회주의
- 좌파공산주의

### 사회개량주의
- 룰라주의
- 민주사회주의
- 사회민주주의
- 케인스주의

### 시장경제지향적인 사회주의
- 도이 머이
- 자유사회주의
- 중국식 사회주의
  - 덩샤오핑주의

### 사회주의적 아나키즘
- 사회아나키즘
- 아나코 공산주의
- 정강주의

### 자유지상주의적 사회주의
- 사회적 아나키즘 (아나키즘 주류)
  - 아나코공산주의
- 자유지상주의적 마르크스주의

### 혁명적 사회주의(마르크스주의)
- 비레닌주의계열 마르크스주의
  - 고전적 마르크스주의
  - 좌파공산주의 (룩셈부르크주의)
  - 신마르크스주의
  - 반레닌주의
    - 반스탈린주의

  - 정통 마르크스주의
- 마르크스-레닌주의 (레닌주의)
  - 전시공산주의
  - 김일성주의
  - 게바라주의
  - 마오쩌둥주의
  - 스탈린주의
  - 카스트로주의
  - 호자주의
  - 호치민주의
- 수정주의적 마르크스주의
  - 티토주의

### 소수 사회주의
- 대중사회주의
- 아랍 사회주의
  - 나세르주의
  - 바트주의
- 종교사회주의
  - 기독교사회주의
  - 불교사회주의
  - 이슬람사회주의
- 아프리카 사회주의
- 중국식 사회주의
- 파시즘

## 생태주의
- 녹색 정치
- 생태보수주의
- 생태사회주의
- 생태주의적 페미니즘
- 생태 파시즘
- 환경주의

## 자유주의
- 고자유주의
- 고전적 자유주의
- 보수자유주의
- 자유민주주의
- 시민자유주의

### 경제적 자유주의
- 신자유주의
  - 아나코-자본주의
- 자유사회주의

### 민족주의적 자유주의
- 자유민족주의
- 민족자유주의
- 시민민족주의

### 복지지향적 자유주의
- 사회자유주의
- 케인스주의

### 자유지상주의
- 신자유주의
- 아나키즘
- 좌파공산주의

### 보수적 자유주의
- 보수자유주의
- 신자유주의
- 자유보수주의

### 기타
- 자유주의적 페미니즘
- 녹색자유주의

### 관련 주제
- 진보주의
- 급진주의

## 종교주의
- 이슬람주의
  - 이슬람 민주주의

## 윤리학
- 개인주의
- 공동체주의
- 민주주의
- 인문주의
  - 인도주의
- 자유주의
- 평등주의

## 기타
- 공화주의 - 개인이나 소수에게 권력이 독과점 되어있는 상태가 아닌 다수에게 분할되어 있는 정치 체제를 의미(공화국 참조)
- 지공주의 - 사회주의와 달리 사유 재산은 인정하되, 토지를 비롯한 자연 그 자체는 사유화 하지 않는 이념이다.
- 진보주의 - (반대의미 : 보수주의)
- 집산주의
- 평등주의
- 국가주의 - 개인의 이익보다 국가 공동체의 이익을 절대적으로 중시하는 이념이다.

## 같이 보기
- 직접 민주제
- 참여 민주주의
- 국제정당조직
- 간접 민주제
- 선거권